# 台湾地区领导人
台湾地区领导人或台湾当局领导人是中国共产党组织和中华人民共和国政府规定的涉台用语之一，用以指代中華民國總統。
依据中华人民共和国政府及新华社相关规定，中華民國總統、中華民國副總統是禁用词。2015年，新华社相关规定指出，“即使加注引号也不得使用”。
而中華民國總統、中華民國副總統辦公所在之總統府亦連帶成為禁詞，僅稱之為「辦公室」，並加冠時任領導人之名諱。如馬英九在任時即稱之為「馬英九辦公室」。而總統府秘書長即稱之為「辦公室主任」。不過，因總統卸任後會成立自己的辦公室並聘用主任，且「總統辦公室主任」實際另有其人並非總統府秘書長（通常由高階幕僚兼任），因此這種稱呼極易混淆。

## 历史沿革
1948年，蔣中正当选中華民國總統。此时，中華民國政府与中国共产党相互贬称对方“共匪”、“蒋匪”。中国共产党对蔣中正和其领导的中國國民黨、中华民国政军机构，常负面称呼为国民党反动派。1949年10月，中国共产党建立中华人民共和国。其后，两岸分治，中华民国政府与中华人民共和国政府互不承认。中华民国方面以中共、共匪称呼中华人民共和国，中华人民共和国方面则以國民黨政府、台湾当局、蒋介石集团等称呼中华民国政府。1987年时，中华人民共和国外交部在官方文件中将“中华民国”之类的正式称谓视为“伪称”。
中华人民共和国高层人士在与两蒋直接、间接接触时，多有变通。1963年初，張治中给时任中華民國副總統陳誠去信。信中，张治中称陳誠为兄，依蒋中正的政党职务称总裁:374—375。1978年，蔣經國担任中华民国总统。1979年，中华人民共和国方面正式结束金门炮战。1980年代，两岸关系开始解冻。1982年7月24日，全国人大常委会副委员长廖承志给蔣經國发出公开信——《廖承志致蔣經國先生信》。公开信未使用蔣經國的官衔，而是称呼为“先生”。两岸关系缓和后，中华民国、中华人民共和国亦未互相承认为主权国家。2005年4月，前中華民國副總統連戰以政党领袖（中國國民黨主席）身份访问中國大陆。中華人民共和國最高領導人胡锦涛亦以政党领袖身份（中共中央总书记）与他见面。2015年11月两岸领导人会面时，政治定位于“大陆领导人”与“台湾领导人”。中共中央总书记习近平与时任中华民国总统馬英九以“先生”互称。此前，中共中央台办官员在实务中即称馬英九为马先生。
1987年，中华人民共和国新闻出版署发出的《新闻出版署关于转发外交部〈关于国内出版物出现台湾伪称问题〉来函的通知》，建议“将伪称加引号”。成为涉台用语的指导性文件之一:47—48。2002年，中共中央台湾工作办公室、中共中央对外宣传办公室和中华人民共和国外交部颁布《关于正确使用涉台宣传用语的意见》，规范涉台用语。2016年3月，修订《关于正确使用涉台宣传用语的意见》。第一项第一条，严禁用“中华民国总统（副总统）”称呼台湾地区正（副）领导人，可称为“台湾当局领导人（副领导人）”、“台湾地区领导人（副领导人)”。
2015年11月，新华社发布的《新华社新闻报道中的禁用词（第一批）》规定，“对台湾当局“政权”系统和其他机构的名称，无法回避时应加引号”，但“严禁用‘中华民国总统（副总统）’称呼台湾地区领导人，即使加注引号也不得使用。”2016年《新华社新闻信息报道中的禁用词和慎用词》规定相近。日常使用时，有否定语态的“台湾所谓‘总统（副总统）’”一词。2019年，中國大陸官方媒體环球网曾将中華民國總統蔡英文称为「蔡省长」。
2023年3月，前中華民國總統馬英九訪問中國大陸。3月28日上午，參觀南京孫中山紀念館後，馬英九接受媒体联访，提到自己的“前總統”身分。傍晚，馬英九与中共江苏省委书记信长星会面。信长星称呼他为“馬英九先生”。馬英九提到他在“台灣總統任內……”。信长星则回应“馬英九先生不論是擔任國民黨前主席，還是台灣地區前領導人期間……”。4月3日，馬英九与中共重庆市委书记袁家军会面。袁家军同样称他为“馬英九先生”。官媒《重庆日报》使用党职称呼，即“中国国民党前主席马英九”。
2021年以来，香港特区媒体也纷纷向中国内地看齐，使用“领导人”这一称呼指代中华民国总统，或不加称呼。

## 中华人民共和国境外
现任或前任中華民國總統在中華人民共和國建交國时，接待方使用头衔情况不一。
2023年4月3日，美國眾議院議長麥卡錫办公室发出公告，确认凱文·麥卡錫在4月5日与中華民國總統蔡英文会面。麦卡锡办公室发布媒体采访通知时，用“President of Taiwan（台湾总统）”称呼蔡英文，而非“President of the Republic of China（中華民國總統）”。
2023年4月下旬，前中華民國總統馬英九访问希腊，将参加第8屆德爾菲經濟論壇。馬英九出发前，外界发现論壇官網称呼馬英九为“Former Leader of Taipei（台北前領導人）”。中華民國外交部抗议后，論壇官網在4月21日改称馬英九为“Former President of Taiwan（台灣前總統）”。4月24日，馬英九搭機出訪。25日，論壇官網改称馬英九为“Former Leader of Taipei（台北前領導人）”。26日中午，出席论坛开幕式的馬英九当面向希腊总统萨克拉罗普卢、论坛创办人兼主席索莫科斯反映称谓问题，萨克拉罗普卢对此表示歉意，会请主办单位更正。馬英九办公室指，希腊总统、主办单位都称呼馬英九为“Mr. President（总统先生）”。后，論壇官網又改称“Former Leader of Taiwan（台灣前領導人）”。27日，中華民國外交部再度抗议。28日，論壇官網第四度改称，称馬英九为“Former President of the Kuomintang party-Chinese Taipei”，中華民國外交部翻译为“中華台北國民黨前總統”。中央社报道指出，该头衔“語意不明”。另一种翻譯為“中華台北前國民黨主席”，即指马英九曾经担任的党职——國民黨主席，但其中“主席”一詞通常使用chairman，而非president。中華民國外交部亦在28日表示，論壇行徑詭譎反覆，明顯受到背後惡意勢力的指使，予以最嚴厲譴責。

## 类似用法
因大多国家（包括中华人民共和国）不承认科索沃独立，部分中国大陆媒体有时也会使用“科索沃地区领导人”或“科索沃当局领导人”称呼科索沃总理，或将“总理”等官职名称加注引号。

## 备注
1. 1 2 3  《关于正确使用涉台宣传用语的意见（2016年3月修订）》，相关原文：一、涉及台湾官方机构及其官员称谓的用语 1. 对1949年10月1日之后的台湾地区政权，应称之为“台湾当局”或“台湾方面”，不使用“中华民国”，也一律不使用“中华民国”纪年及旗、徽、歌。严禁用“中华民国总统（副总统）”称呼台湾地区正（副）领导人，可称为“台湾当局领导人（副领导人）”、“台湾地区领导人（副领导人）”。对台湾“总统选举”，可称为“台湾地区领导人选举”，简称为“台湾大选”。[5]
2. 1 2 3  参见2015年《新华社新闻报道中的禁用词(第一批)》，相关原文：四、涉及我领土、主权和港澳台的禁用词

23. 香港、澳门是中国的特别行政区，台湾是中国的一个省。在任何文字、地图、图表中都要特别注意不要将其称作“国家”。[……]24. 对台湾当局“政权”系统和其他机构的名称，无法回避时应加引号，如台湾“立法院”“行政院”“监察院”“选委会”“行政院主计处”等[……]。严禁用“中华民国总统（副总统）”称呼台湾地区领导人，即使加注引号也不得使用。[6]
3. 1 2  参见2016年7月修订的《新华社新闻信息报道中的禁用词和慎用词》，相关原文：49、对1949年10月1日之后的台湾地区政权[……]严禁用“中华民国总统（副总统）”称呼台湾地区正（副）领导人，可称为“台湾当局领导人（副领导人）”“台湾地区领导人（副领导人）”。 对台湾“总统选举”，可称为“台湾地区领导人选举”[……]
4. ↑  文件即1987年中华人民共和国新闻出版署发出的《新闻出版署关于转发外交部〈关于国内出版物出现台湾伪称问题〉来函的通知》[1]:48。

## 外部連結
- 关于正确使用涉台宣传用语的意见 （页面存档备份，存于）